# Championnats d'Asie de judo 2005
Navigation
Édition précédente Édition suivante
Les championnats d'Asie de judo 2005, dix-huitième édition des championnats d'Asie de judo, ont eu lieu les 14 et 15 mai 2005 à Tachkent, en Ouzbékistan.